# Петровське (Щучанський район)
Петро́вське (рос. Петровское) — село у складі Щучанського району Курганської області, Росія. Адміністративний центр Петровської сільської ради.
Населення — 289 осіб (2010, 441 у 2002).
Національний склад станом на 2002 рік: росіяни — 95 %.